# 海岸寺駅
海岸寺駅（かいがんじえき）は、香川県仲多度郡多度津町大字西白方にある四国旅客鉄道（JR四国）予讃線の駅。駅番号はY13。

## 歴史
- 1913年（大正2年）10月20日：開業[3]。
- 1961年（昭和36年）4月15日：車扱貨物取扱廃止[3]。
- 1969年（昭和44年）10月1日：荷物配達取扱廃止[3]。
- 1971年（昭和46年）11月8日：荷物及び小口扱い貨物取扱廃止[4]。駅員無配置駅となる[5]（簡易委託駅化）。
- 1987年（昭和62年）4月1日：国鉄分割民営化により四国旅客鉄道が承継[3]。
- 2008年（平成20年）[1]6月1日：簡易委託廃止、完全無人化。

## 駅構造
島式ホーム1面2線を有する地上駅。1番線が上下本線（制限速度100km/h）、2番線が上下副本線（一線スルー）となっており、通過列車は上下線共1番線を通行する。停車列車については方向別にホームを使い分けるが、対向する特急を通す場合には方向に関わらず2番線に入る。駅舎とホームは跨線橋で連絡している。トイレ（汲取り式）あり。木造駅舎を有する。

### のりば
| のりば | 路線    | 方向 | 行先                         | 備考          |
| ------ | ------- | ---- | ---------------------------- | ------------- |
| 1      | ■予讃線 | 上り | 多度津・高松・岡山方面       | 一部2番のりば |
| 2      | ■予讃線 | 下り | 観音寺・伊予三島・新居浜方面 |               |

- 高松駅に自動改札が導入されたのに合わせて、自動券売機が設置された。2008年（平成20年）5月末日までは簡易委託駅であり、駅近くの商店で、観音寺方面は伊予寒川まで、多度津方面は土讃線阿波池田、徳島線阿波加茂、高徳線八栗口までの乗車券を販売していた。
- 交通系ICカードには対応しておらず[6]、2019年現在導入予定も無い[7]。

## 利用状況
1日平均の乗車人員は以下の通り。
| 乗車人員推移 | 乗車人員推移 |
| 年度         | 1日平均人数  |
| ------------ | ------------ |
| 2008         | 103          |
| 2009         | 87           |
| 2010         | 88           |
| 2011         | 75           |
| 2012         | 71           |
| 2013         | 71           |
| 2014         | 70           |

## 駅周辺
- 海岸寺（四国別格二十霊場18番）
- 海岸寺海水浴場
- 香川県農業協同組合白方支店
- 海岸寺郵便局

## 隣の駅
四国旅客鉄道（JR四国）
■予讃線
■快速「サンポート」・■普通
多度津駅 (Y12) - 海岸寺駅 (Y13) - （臨）津島ノ宮駅 - 詫間駅 (Y14)